# Maison Nationale de Smíchov
La Maison nationale de Smíchov est un centre culturel et social situé à Prague 5, dans le quartier de Smíchov. Le bâtiment  a sa façade d'entrée sur la rue Zborovska. Le bâtiment a été construit dans les années 1906-1908 dans le style Art nouveau sur les plans de l'architecte Alois Čenský. Le 3 mai 1958, le bâtiment et le terrain adjacent ont été inscrits sur la liste nationale des monuments culturels tchèques.

## Histoire

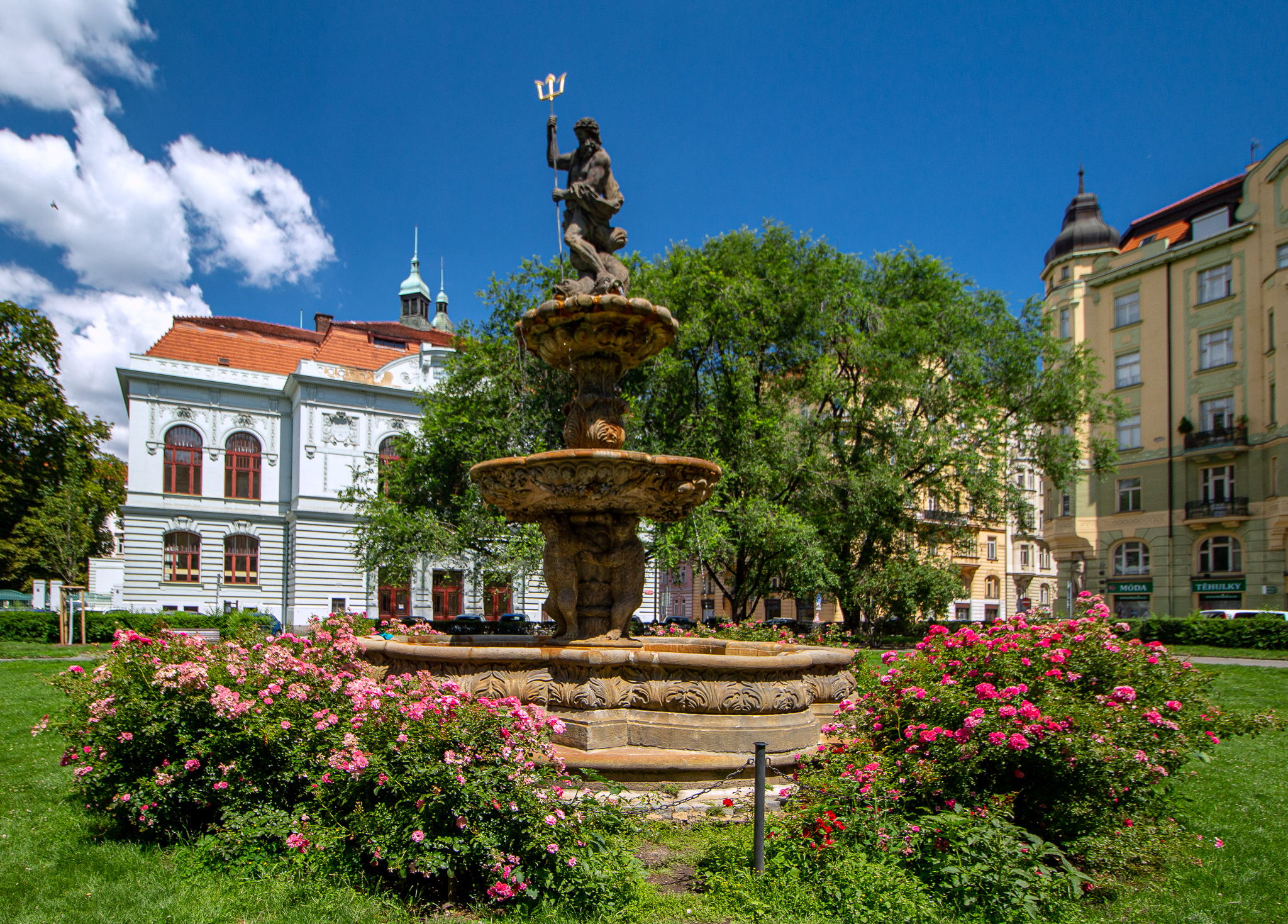
Fontaine aux ours dans l'ancien jardin de Slavaty, avec la Maison Nationale en arrière-plan

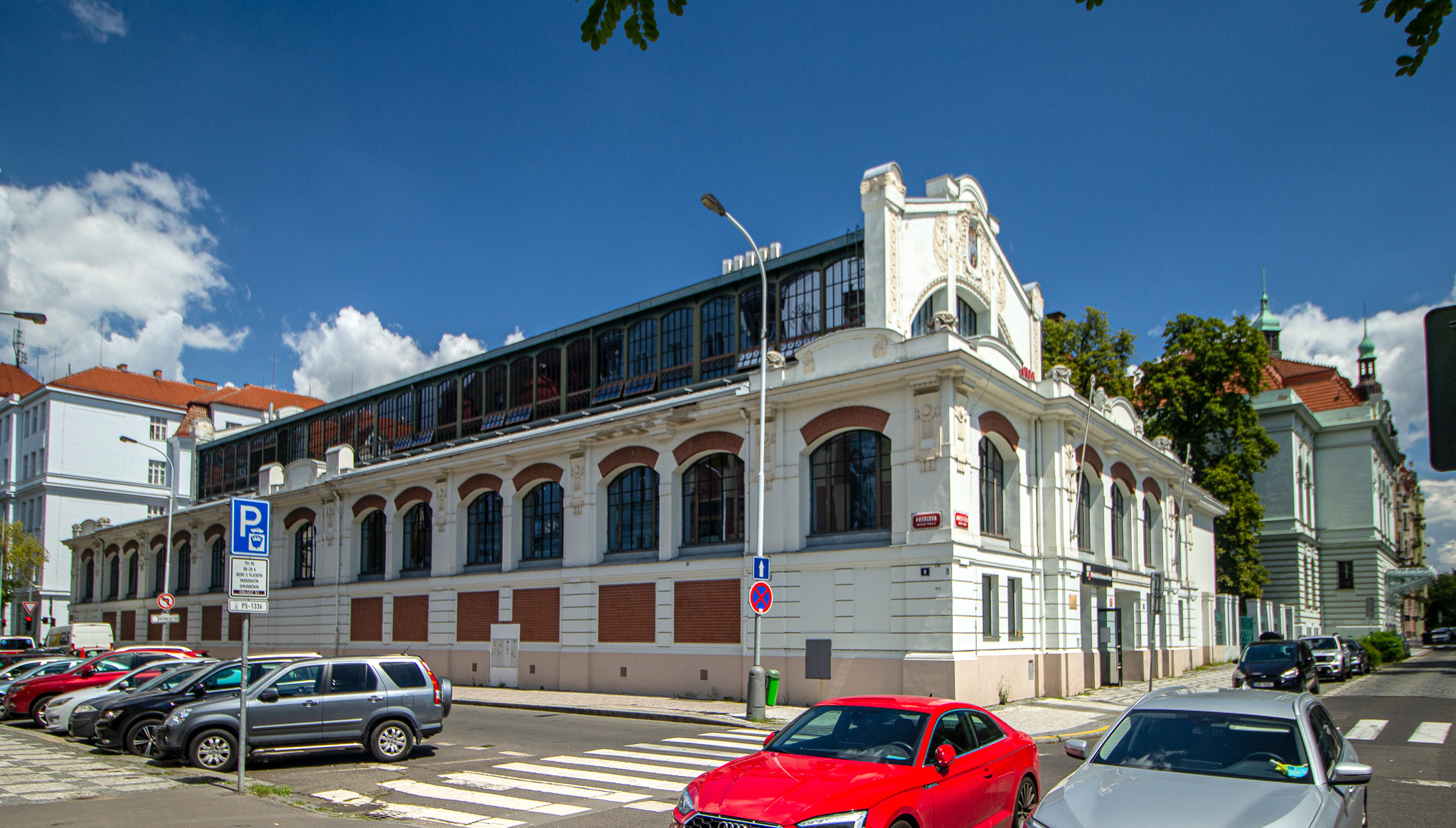
Le bâtiment voisin du marché central de Smíchov, construit en même temps que la Maison nationale

En 1906, avant l'annexion de Smíchov à Prague (1920), les représentants de la ville indépendante de Smíchov décidèrent de construire la Maison Nationale. Ils l'ont conçu comme l'un des bâtiments dominants de la place principale de Smíchov, sur le site du jardin botanique d'origine, détruit par une inondation en 1890. Le bâtiment, représentatif de l'Art nouveau est l'une des réalisations importantes de l'ingénieur Aloise Čenský, architecte tchèque et professeur de génie civil à l'Université technique tchèque de Prague, et représentant de la néo-Renaissance tchèque et de l'Art nouveau, déjà auteur du Théâtre de Vinohrady.
La construction de la Maison nationale à Smíchov a eu lieu en 1906-1908. Dans les années 1950, le bâtiment fut acquis par le syndicat des ingénieurs, qui le transforma en « Maison de la culture de l'industrie métallurgique », également « Maison des forgerons ». Des réparations temporaires sans concept unifié ont provoqué une dégradation considérable du bâtiment. À la fin des années 1990, l'édifice a subi une reconstruction totale, au cours de laquelle de nombreux éléments art nouveau ont été restitués, notamment des répliques des colonnes originales avec éclairage, des copies de lustres art nouveau ou de meubles art nouveau, etc...
En 1956, sur la façade latérale du bâtiment situé au 7 rue Zborovská, une plaque de bronze avec un texte commémoratif sur le congrès de fusion du Parti communiste de la République tchèque de 1936 qui s'est tenu ici a été placée. Cette plaque a été privée de sa protection historique et supprimée en 1997, sur décision du service des monuments de la Mairie de Prague.